# Conan III el Gros
Conan III el Gros (1095 - 17 de setembre de 1148) fou duc de Bretanya i comte de Rennes del 1112 al 1148. Era fill d'Alain IV Fergent i d'Ermengarda d'Anjou. Va succeir al seu pare que va abdicar al seu favor després d'un temps de cooperació en els afers del govern; va comptar també amb el suport de la seva mare, una dona de caràcter respectat que havia assegurat el govern del ducat quan el seu martit Alain Fergent (Alan IV de Bretanya) va marxar a les Croades.
Encara que casat amb Matilde, filla il·legítima d'Enric I d'Anglaterra (Enric I Beauclerc) va unir les seves forces a les Lluís VI de França el Gros contra el seu sogre el rei anglès. A la mort d'Enric I les lluites pel poder que van seguir tant a Anglaterra com a Normandia, li van garantir certa tranquil·litat.
Va dictar algunes lleis noves pel ducat, com la supressió del dret de naufragi (dret que permetia a un senyor apoderar-se de la càrrega d'un vaixell naufragat a les seves costes) o la que limitava els drets senyorials sobre les herències. Va convocar el Concili del 1127 per tal de suprimir el règim de servitud i molts dels serveis vexatoris que pesaven sobre els pagesos bretons. Aquestes reformes les va poder fer pel suport de l'Església.
El 1148, al seu llit de mort, va renegar del seu fill Hoël que fins llavors era considerat el seu fill, pel motiu de ser un bastard, i va reconèixer com a successor al seu net Conan IV sota tutela d'Eudes de Porhoet (Eudon o Éon de Porhoët), segon marit de la seva filla Berta. Hoel va refusar reconèixer la decisió paterna originat una crisi successòria.

## Família
Del seu matrimoni amb Matilde d'Anglaterra va tenir: 
1. Constància, esposa de Jofré III de Mayenne
2. Berta de Bretanya, nascuda vers 1114, esposa d'Alan el Negre, primer comte de Richmond, i a la seva mort casada en segones noces amb Eudes de Porhoet el 1148.
3. Hoel III.